# Enquête de moralité
 (juillet 2020).
Si vous disposez d'ouvrages ou d'articles de référence ou si vous connaissez des sites web de qualité traitant du thème abordé ici, merci de compléter l'article en donnant les références utiles à sa vérifiabilité et en les liant à la section « Notes et références ».
Une enquête de moralité ou enquête administrative, est une enquête interne et un ensemble d'investigations visant à vérifier la moralité d'un individu et sa compatibilité avec l'exercice d'une fonction, au sein d'un service public ou d'une entreprise publique ou privée.

## France
Typiquement en France, une enquête de moralité est réalisée par un service d'État (police, service de renseignement, etc) afin de vérifier que le mode de vie d'un individu n'est pas une obstruction pour une fonction dans le secteur public (policier, magistrat, haut-fonctionnaire, etc) ou dans le secteur privé (sécurité, transport, etc). Les obstructions peuvent être par exemple : un casier judiciaire non vierge (délits et crimes), l'appartenance à une secte, un endettement, participation à des jeux d'argents. C'est le Service national des enquêtes administratives de sécurité qui est responsable de cette mission.
Les investigations peuvent prendre la forme d'un interrogatoire, de consultations de fichier (traitement d'antécédents judiciaires, déclarations de revenus), d'enquête de voisinage, d'enquête d'environnement (famille, fréquentations).
Une enquête de moralité peut également être réalisé par un enquêteur privé à destination d'un particulier (moralité d'employés de maison) ou d'une entreprise.